# Большие Посёлки
Большие Посёлки— село в Карсунском районе Ульяновской области. Административный центр Большепоселковского сельского поселения.

## География
Село находится на левом берегу реки Барыш, на расстоянии примерно 5 км (по прямой) к северу от рабочего посёлка Карсун, административного центра района.

### Часовой пояс
Село Большие Посёлки, как и вся Ульяновская область, находится в часовой зоне МСК+1. Смещение применяемого времени относительно UTC составляет +4:00.

## История
Возникло в конце XVIII века как деревня в результате переселения части жителей города Карсун. В 1834 году была построена деревянная Богородицкая церковь и деревня стала селом, получив название Богородское. В советское время работали колхозы «Возрождение» и имени Чкалова.

## Население
| 2010 |
| ---- |
| 657  |

### Национальный состав
Согласно результатам переписи 2002 года, в национальной структуре населения русские составляли 95 % из 835 чел.

## Инфраструктура
В селе функционируют общеобразовательная школа, почтовое отделение связи, фельдшерско-акушерский пункт, пожарное депо, дом культуры.

## Известные уроженцы
- Долгов, Константин Михайлович (род. 1931) — советский и российский учёный-философ. Доктор философских наук.